# Robert Hostier
Robert Hostier, né le 19 septembre 1912 à Saint-Pierre-le-Moûtier (Nièvre) et mort le 17 mai 1994 à Étaules (Charente-Maritime), est un homme politique français.

## Détail des fonctions et des mandats
Mandats locaux
- Maire de Fourchambault
- Conseiller général du canton de Pougues-les-Eaux

Mandats parlementaires
- 25 novembre 1962 - 2 avril 1967 : Député de la 2e circonscription de la Nièvre
- 12 mars 1967 - 30 mai 1968 : Député de la 2e circonscription de la Nièvre